# Бывшее здание синагоги (Каган)
Бывшее здание синагоги — является памятником культурного наследия, расположенным в городе Каган Бухарской области Узбекистана. Здание бывшей еврейской синагоги. Включена в национальный перечень объектов недвижимого имущества материального и культурного наследия Узбекистана — находится под охраной государства. Реставрационные работы планируется провести в 2025-2026 годах в рамках проекта «Комплексное развитие средних городов» при участии Международного банка реконструкции и развития.